# Peter Edgcumbe (Politiker, um 1536)
Peter Edgcumbe (auch Piers Edgcumbe oder Edgecombe) (* um 1536; † 4. Januar 1608) war ein englischer Politiker. Er wurde achtmal als Abgeordneter für das House of Commons gewählt.

## Herkunft
Peter Edgcumbe entstammte der Familie Edgcumbe, einer der führenden Familien der Gentry von Cornwall. Er war der älteste Sohn von Sir Richard Edgcumbe aus dessen zweiten Ehe mit Elizabeth Tregian. Zu seinen Geschwistern gehörte Richard Edgcumbe.

## Politische Tätigkeit
Edgcumbe war noch minderjährig, als er bei der Unterhauswahl 1555 als Abgeordneter für das Borough Totnes gewählt wurde, wo sein Vater umfassreiche Besitzungen und Rechte besaß. Sein Großvater und sein Vater hatten politisch John Russell, 1. Earl of Bedford, einen einflussreichen Magnaten aus Südwestengland unterstützt. Nach dessen Tod 1555 unterstützte Edgcumbe im House of Commons jedoch nicht Sir Anthony Kingston, als dieser im Interesse von Francis Russell, 2. Earl of Bedford gegen einen Gesetzesentwurf der Regierung stimmte. Bei den folgenden Unterhauswahlen 1558 kandidierte Edgcumbe nicht erneut. Erst nach der Thronbesteigung von Elisabeth I. kandidierte Edgecombe 1563 erfolgreich als Knight of the Shire für Cornwall. Nach dem Tod seines Vaters Anfang 1562 hatte er dessen umfangreichen Güter in Devon und Cornwall geerbt. Ab etwa 1561 war er Friedensrichter in Devon und ab 1569 in Cornwall. Von 1565 bis 1566 diente er als Sheriff von Devon und von 1569 bis 1570 als Sheriff von Cornwall. Vor 1568 wurde er als Vizeadmiral für den Küstenschutz zuständig und ab 1573 diente er Deputy Lieutenant von Cornwall. Daneben bekleidete er noch weitere lokale Ämter. Als einflussreiches Mitglied der Gentry wurde er bei der Unterhauswahl 1571 als Knight of the Shire für Devon und 1572, 1586, 1589 und 1593 für Cornwall gewählt. Nur bei der Wahl von 1584 gelang es ihm nicht, als Kandidat einer der beiden Grafschaften aufgestellt zu werden. Stattdessen kandidierte er erfolgreich für das Borough Liskeard, wo er von etwa 1574 bis 1587 das Amt des Stewards ausübte. Ab den 1560er Jahren war der Puritaner Edgcumbe ein enger politischer Unterstützer des 2. Earl of Bedford. Im House of Commons war er in mehreren Ausschüssen aktiv und hielt mehrere Reden. Bei den Wahlen ab 1597 kandidierte er jedoch nicht mehr, vermutlich wegen seiner angespannten finanziellen Situation, möglicherweise jedoch auch wegen seiner schlechten Gesundheit.

## Betätigung als Unternehmer
Bereits von seinem Vater hatte Edgcumbe erhebliche Schulden übernommen, die dieser für den Bau des neuen Familiensitzes Mount Edgcumbe House aufgenommen hatte. Edgcumbe verschuldete sich weiter, als er ab den 1560er Jahren in Zinnminen auf seinen Besitzungen investierte. Bis 1597 hatte er geschätzt etwa £ 4000 in Bergwerke in Cornwall und in Merionethshire investiert, die aber dennoch keine hohen Gewinne erwirtschafteten. Bereits 1578 hatte er seine letzten Rechte an dem Borough Totnes, wo die Familie bislang erheblichen Einfluss bei den Unterhauswahlen hatte, verkaufen müssen. Edgcumbe beteiligte sich dazu auch finanziell an Fahrten von Freibeutern wie Francis Drake, Walter Raleigh oder Charles Howard. 1582 schloss er ein Abkommen mit dem portugiesischen Gegenkönig António von Crato. Er rüstete zehn Schiffe aus, um spanische Schiffe anzugreifen und um mit Brasilien Handel zu treiben, doch die Expedition verlief wenig erfolgreich.
Gegen Ende des 16. Jahrhunderts konnte Edgcumbe dann nicht mehr die Pacht für die Bergwerke bezahlen, die er von der Krone gepachtet hatte. Um 1602 wurde deshalb ein großer Teil seiner Besitzungen für sechs Jahre verpfändet, um seine Schulden zu begleichen.

## Familie und Nachkommen
Um 1555 hatte Edgcumbe Margaret Luttrell, eine Tochter von Sir Andrew Luttrell von Dunster Castle in Somerset geheiratet. Mit ihr hatte er fünf Söhne und vier Töchter, darunter:
- Richard Edgcumbe (zwischen 1564 und 1570–1639)
- Piers Edgcumbe († 1628)
- Margaret Edgcumbe (1560–1648) ⚭ Sir Edward Denny
- Elizabeth Edgcumbe ⚭ John Speccott († 1644)
- Anne Edgcumbe († 1638)

1. ⚭ Richard Trefusis († 1612)
2. ⚭ Ambrose Manaton (1589–1651)